# ابن الحتة (فلم)
ابن الحتة هو فيلم مصري عرض عام 1968، بطولة فريد شوقي وزهرة العلا، ومن إخراج حسن الصيفي.

## قصة الفيلم
يستغل عاشور العجلاتي الشبه الكبير بينه وبين الممثل فريد شوقي، يقرر المخرج محمود البدراوي الاستعانة به في الكثير من المشاهد، في نفس التوقيت يتعلق عاشور بجارته نجاة ويقررا الزواج بالرغم من جميع محاولات المعلم سيد صاحب المقهى الوقوف في طريق حبهما. في الوقت ذاته يقع حادث أليم للفنان فريد يؤدي إلى وفاته فيقرر المخرج محمود الاستعانة بعاشور كبديل معلنًا عدم وفاة الممثل.

## طاقم التمثيل
- فريد شوقي: (عاشور - وبشخصيته الحقيقية)
- زهرة العلا: (نجاة - نوجة)
- نجوى فؤاد: (بشخصيتها الحقيقية)
- محمود المليجي: (محمود البدراوي)
- عبد المنعم مدبولي: (سيد - مساعد المخرج)
- توفيق الدقن: (المعلم سيد)
- ناهد سمير: (والدة عاشور)
- فيفي يوسف: (والدة نوجة)
- محمد شوقي: (حسني)
- سيف الله مختار: (صبي القهوة)
- محمد طه: (بشخصيته الحقيقية)
- مختار السيد
- مطاوع عويس: (ضيف بآخر الفيلم)
- علي المعاون: (بواب العمارة)
- لويس يوسف
- سيد إبراهيم
- إبراهيم عاكف
- محمد الحلو
- أحمد مرسي
- حسين إسماعيل: (شاويش القسم)
- حسن مصطفى: (منتج الفيلم)
- عباس رحمي: (مدير البنك)

## فريق العمل
- إخراج: حسن الصيفي
- قصة وحوار: نبيل غلام
- سيناريو: حسن الصيفي
- مدير التصوير: محمد عمارة
- مونتاج: فكري رستم
- إنتاج: حسن الصيفي
- توزيع داخلي: شركة الأفلام المتحدة
- توزيع خارجي: بيترا فيلم
- تأليف الأغاني: فتحي قورة
- ألحان الأغاني: حلمي بكر